# Air Buster
Air Buster es un videojuego de disparos en scroll horizontal producido por Kaneko y co-distribuido por Namco para las máquinas Arcade en enero de 1990 en Japón. Ha sido lanzado también para la videoconsola PC Engine bajo el nombre de "Aero Buster" y para Mega Drive en el año 1991.
En este juego, el jugador controla un avión de caza el cual está diseñado para viajar por el espacio y matar enemigos, y derrotar jefes para ir subiendo de nivel. 
En el juego de videoconsola, Air Buster ofrece la posibilidad de jugar en modo de dos jugadores en simultáneo.